# Cristine Takuá
Cristine Takuá (1981) é uma escritora, artesã, teórica decolonial, ativista e professora indígena brasileira da etnia maxacali.

## Biografia
Pertencente ao povo maxacali por meio da filiação paterna, Cristine Takuá é graduada em filosofia pela Universidade Estadual Paulista Júlio de Mesquita do campus Marília (UNESP-Marília), tendo obtido tanto o bacharelado, quanto à licenciatura nesse campo de conhecimento. Em seguida, ela foi aprovada no concurso público de professora da rede estadual de ensino público do Estado de São Paulo, onde passou a desenvolver o seu ativismo no âmbito da educação indígena.
Ativista da causa indígena, ela é fundadora de diversas organizações, tais como o Fórum de Articulação dos Professores Indígenas no estado de São Paulo (Fapisp), reunindo todos os professores indígenas que atuam no estado de São Paulo, especialmente os que atuam em escolas indígenas, e também do Instituto Maracá, entidade voltada para a promoção da cultura, arte e literatura indígena, onde atualmente exerce a função de conselheira.
Cristine Takuá também é conhecida por atuar como uma teórica especializada em educação e cultura indígena, atuando como pesquisadora, professora convidada ou conferencista em diversas instituições e centros de pesquisas, a exemplo do Instituto de Estudos Avançados da Universidade de São Paulo (IEA-USP).
Takuá é professora na Escola Estadual Indígena Txeru Ba’e Kua-I localizada na região do litoral paulista, na Terra Indígena Ribeirão Silveira, situada na divisa dos municípios de Bertioga e de São Sebastião. Nesta instituição escolar, ela leciona aulas de Filosofia, Sociologia, História e Geografia.
Na condição de trabalhadora da educação (professora estadual) e ativista indígena, ela tem atuado como representante no Núcleo de Educação Indígena da Secretaria da Educação do Estado de São Paulo e também como uma das lideranças	que militam na Comissão Guarani Yvyrupa.
Em 2019, ela atuou como curadora da Mostra Audiovisual Indio.doc, evento cultural voltado para o ativismo artístico e a preservação da memória indígena que foi realizado na unidade da Vila Mariana do SESC-SP.

## Pensamento
Cristine Takuá é uma das principais teóricas do Brasil que defendem o bem viver como um modelo civilizatório alternativo que busque superar a distinção estabelecida no ciência ocidental de matriz européia entre natureza e cultura, diferenciação que ela criticou em palestra dada na FLIP, em 2022, com as seguintes palavras:

 Sempre achei curiosa essa distinção, porque todos somos natureza e todos produzimos cultura: as abelhas, as formigas, as samambaias, os quilombolas, os caiçaras. Não dá para distinguir o que está interligado. Aqui é território de Nhe’éry. É só fechar os olhos e prestar a atenção para sentir que os espíritos das árvores derrubadas ainda estão aqui. Nossos mais velhos ensinam que os espíritos dos rios nunca morrem, mesmo com a contaminação. Eles ainda pulsam, apesar da de toda a bagunça que fizemos em nossa morada.— Cristine Takuá
Sobre a versão guarani do bem viver defendido por Takuá, a concepção filosófica, política e cultural que busca o equilíbrio com a natureza e o respeito entre todos os seres vivos chamada pelos povos guarani como Teko Porã, afirma a teórica indígena sobre esse conceito indígena que:

 Algumas pessoas traduzem o Tekó Porã como bem viver. É um conceito Guarani muito complexo porque é filosófico, político, social e cultural que reflete sobre a boa e a bela maneira de você ser e estar no território, o Tekoa. Então acreditamos que ele é uma prática, uma forma de viver a vida em equilíbrio, em respeito com a floresta e com todas as formas de vida, os seres vegetais, animais, minerais. Muitos outros povos também tem em suas línguas a tradução para esse conceito, essa forma de pensar o bem viver e esse modo de vida equilibrado. Para a nossa visão é isso, uma forma de pensar o território e a vida de uma forma equilibrada.— Cristine Takuá
Ela também aborda a relação existente entre a infância, a educação e a natureza sob a ótica indígena, sustentando que:

 As crianças têm uma relação muito forte com a natureza, uma relação que é natural, que é do convívio. É a nossa forma de transmissão de conhecimento. Uma forma de educar as crianças, permitir que elas aprendam, é vivendo e deixar que tenham, no território, a possibilidade de brincar, viver e aprender até com os bichinhos, com a água. Isso as torna, de uma certa forma, fortes tanto na espiritualidade quanto na cultura. Só que, nos últimos tempos, há uma interferência muito grande das mudanças climáticas e outras interferências do homem sobre o território, que para nós é uma questão muito delicada (...).— Cristine Takuá

## Principais obras
- Teko Porã, o sistema milenar educativo de equilíbrio. In: Rebento: Revista acadêmica interdisciplinar do Departamento de Artes e do Programa de Pós-Graduação em Artes do Instituto de Artes da Unesp, São Paulo, n. 9, 2018.
- Reflexões de luta e resistências. In: Campos: Revista de Antropologia da UFPR, Curitiba, v. 20, n. 2, 2019.[3]
- Seres criativos da floresta. In: Cadernos Selvagem, s.l., Dantes Editora, 2020.